# Шилийн-Богд
Шилийн-Богд (монг. Шилийн богд) — потухший вулкан в Монголии высотой 1778 метров над уровнем моря.

## Физико-географическая характеристика
Вершина Шилийн-Богд расположена в восточной части Монголии в аймаке Сухэ-Батор, сомон Дарьганга, в 60 километрах на юго-восток от центра сомона. К западу от Шилийн-Богда расположен центр аймака город Баруун-Урт. Так как вершина Шилийн-Богд расположен недалеко от границы с Китаем, то для её посещения необходимо оформлять пермит.
Шилийн-Богд представляет собой потухший вулкан. Расположен на вулканическом плато Дарьганга. Достоверных данных о последних извержения Шилийн-Богда нет, последние извержения на плато Дарьганга происходили в начале четвертичного периода. Кратер Шилийн-Богда имеет диаметр около 2 километров и глубину более 300 метров.
Абсолютная высота вершины Шилийн-Богд составляет 1778 метров над уровнем моря, она является высочайшей точкой плато Дарьганга и аймака Сухэ-Батор.
По итогам наблюдений за последние 30 дней, самым жарким месяцем на Шилийн-Богде является июль, средняя температура изменяется в диапазоне от +12 °C до +22 °C. Июль также является самым дождливым месяцем, средняя норма осадков составляет 92 мм. Самым холодным месяцем считается январь с температурой от −25 °C до −17 °C.